# Electronic Notes in Theoretical Computer Science
Electronic Notes in Theoretical Computer Science est une  collection d'ouvrages publiée sous forme électronique depuis 1995 par  Elsevier. Ses numéros contiennent de nombreuses publications d'actes de conférences ou de workshops.
Le site du journal annonce l'arrêt de la collection en 2021 et recommande la soumission à Procedia Computer Science

## Description
Electronic Notes in Theoretical Computer Science est un forum de publication électronique rapide d'actes de conférences, de notes de cours ou de monographies pour lesquels une publication rapide et la disponibilité informatiques sont appréciés. Les organisateurs de conférences dont les actes sont publiés dans les Notes  et les auteurs des  documents publiés dans la série sont autorisés, par la maison d'édition, à faire des copies papier du volume concerné pour une distribution limitée. Ainsi, et comme pour les Lecure Notes du concurrent Springer,  les actes de conférence peuvent être distribués aux participants à la réunion, et les notes de cours peuvent être distribuées aux personnes suivant un cours basé sur le matériel contenu dans le volume. Les volumes sont tous en libre accès.
La collection publie environ une dizaine de volumes par an.  
À titre d'exemple, le volume 346 publie les actes de Lagos 2019, le 10e Latin and American Algorithms, Graphs and Optimization Symposium (LAGOS 2019). Il contient quelque 750 pages pour  64 articles. 
Maurice Nivat est mentionné comme rédacteur en chef honoraire.

## Résumés et indexation
Les volumes sont indexés, et les résumés sont publiés, dans les bases de données usuelles de Elsevier, et notamment : Digital Bibliography & Library Project et 
Scopus, Zentralblatt MATH
Le facteur d'impact est de 0,354 en 2019 sur SCImago Journal Rank. Pour ce site, la revue est dans le deuxième quartile des revues d'informatique.